# Hans Diethelm
Hans Diethelm (* 18. November 1967) ist ein ehemaliger Schweizer Skilangläufer.

## Werdegang
Diethelm, der für den SC Galgenen startete, trat international erstmals bei den Nordischen Junioren-Skiweltmeisterschaften 1986 in Lake Placid in Erscheinung. Dort belegte er den 18. Platz über 30 km, den 12. Rang über 10 km und den neunten Platz mit der Staffel. Im folgenden Jahr lief er bei den Nordischen Junioren-Skiweltmeisterschaften in Asiago auf den 17. Platz über 10 km. In der Saison 1988/89 wurde er bei den Schweizer Meisterschaften 1989 Fünfter über 15 km klassisch und Vierter über 30 km klassisch und wurde daraufhin für die nordischen Skiweltmeisterschaften 1989 in Lahti nominiert. Seine besten Platzierungen dort waren der 25. Platz über 15 km klassisch und der 12. Rang zusammen mit Jürg Capol, Giachem Guidon und Hansluzi Kindschi in der Staffel. Im folgenden Jahr gewann er bei den Schweizer Meisterschaften jeweils Bronze über 30 km klassisch und 50 km Freistil. In der Saison 1990/91 holte er bei den Schweizer Meisterschaften 1991 Bronze über 30 km klassisch und Silber mit der Staffel und lief bei den nordischen Skiweltmeisterschaften 1991 im Val di Fiemme auf den 43. Platz über 30 km klassisch, auf den 34. Rang über 10 km klassisch und auf den 32. Platz über 50 km Freistil. Zudem wurde er dort Siebter mit der Staffel. Nach Platz drei in der Verfolgung und Rang zwei über 30 km klassisch bei den Schweizer Meisterschaften 1992 war bei den Olympischen Winterspielen 1992 in Albertville der 30. Platz über 50 km Freistil sein bestes Resultat. Im folgenden Jahr wurde er bei den Schweizer Meisterschaften Zweiter mit der Staffel und errang bei den nordischen Skiweltmeisterschaften in Falun den 58. Platz über 30 km klassisch, den 31. Platz in der Verfolgung und den neunten Platz mit der Staffel. Zudem holte er dort mit dem 27. Platz über 10 km klassisch seine ersten Weltcuppunkte.
In der Saison 1993/94 gewann Diethelm bei den Schweizer Meisterschaften 1994 Bronze über 10 km klassisch und Silber mit der Staffel und belegte bei den Olympischen Winterspielen 1994 in Lillehammer den 46. Platz über 10 km klassisch, den 41. Rang über 50 km klassisch und den 30. Platz in der Verfolgung. Zudem wurde er dort zusammen mit Jeremias Wigger, Jürg Capol und Giachem Guidon Siebter in der Staffel. Seine besten Platzierungen im folgenden Jahr bei den nordischen Skiweltmeisterschaften in Thunder Bay waren der 40. Platz in der Verfolgung und der 12. Rang mit der Staffel. Sein letztes Weltcuprennen absolvierte er im Februar 1996 in Reit im Winkl, das er auf dem 17. Platz im Sprint beendete. Dies war zugleich sein bestes Einzelergebnis im Weltcup.

## Erfolge

### Teilnahmen an Weltmeisterschaften und Olympischen Winterspielen

#### Olympische Winterspiele
- 1992 Albertville: 30. Platz 50 km Freistil, 36. Platz 30 km klassisch, 44. Platz 15 km Verfolgung Freistil, 50. Platz 10 km klassisch
- 1994 Lillehammer: 7. Platz Staffel, 30. Platz 15 km Verfolgung Freistil, 41. Platz 50 km klassisch, 46. Platz 10 km klassisch

#### Nordische Skiweltmeisterschaften
- 1989 Lahti: 12. Platz Staffel, 15. Platz 15 km klassisch, 30. Platz 50 km Freistil, 36. Platz 30 km klassisch
- 1991 Val di Fiemme: 7. Platz Staffel, 32. Platz 50 km Freistil, 34. Platz 10 km klassisch, 43. Platz 30 km klassisch
- 1993 Falun: 9. Platz Staffel, 27. Platz 10 km klassisch, 31. Platz 15 km Verfolgung Freistil, 58. Platz 30 km klassisch
- 1995 Thunder Bay: 12. Platz Staffel, 40. Platz 15 km Verfolgung Freistil, 45. Platz 10 km klassisch, 50. Platz 50 km Freistil

### Gesamtweltcup-Platzierungen
| Saison  | Platz | Punkte |
| ------- | ----- | ------ |
| 1992/93 | 92.   | 4      |
| 1993/94 | 82.   | 1      |